# Сказки Мельпомены
«Сказки Мельпомены» (полное название «Сказки Мельпомены. Шесть рассказов А. Чехонте») — первый изданный сборник рассказов А. П. Чехова, опубликованный в 1884 году. Состоял из 6 рассказов, объединённых театральной темой. Также первое издание писателя, на которое обратили внимание критики.

## История
На публикацию сборника «Сказки Мельпомены» у писателя не было денег, поэтому владелец типографии А. А. Левенсон издал её в кредит. Книга была распродана за полгода. Сам А. П. Чехов невысоко оценивал это издание, называя его «дрянью».
Младший брат писателя М. П. Чехов приводит курьёзный случай с этим сборником. Владельцы книжных магазинов ошиблись в жанре издания, и поместили его в отделы детских книг, посчитав сборник за детские сказки. Это вызвало скандалы. Но дальнейшая судьба этого издания как ему, так и его брату Антону, была неизвестна.
Сборник вызвал положительные рецензии, были отмечены живость и лёгкость изложения, юмор и комичность. Четыре рассказа были изданы в журнале «Мирской толк» за 1882 год. «Жёны артистов» единственный рассказ из неизданного сборника «Шалость», который потом был перенесён в сборник «Сказки Мельпомены». Поздним был рассказ Трагик, изданный в 1883 году в журнале «Осколки» и переведённый при жизни писателя на сербохорватский язык.
Рассказы объединены шутливыми историями о людях искусства, в некоторых из них поднимается трагическая тема. В рассказах упоминаются европейские произведения литературы: «Разбойники» Ф. Шиллера (Трагик), «Гамлет» У. Шекспира (Барон) и «Фауст» И. В. Гёте (Два скандала).

## Состав
| № | Название      | Первая публикация | Первая публикация                | Первая публикация                                       |
| № | Название      | Год               | Издание                          | Первоначальное заглавие                                 |
| - | ------------- | ----------------- | -------------------------------- | ------------------------------------------------------- |
| 1 | Жёны артистов | 1880              | «Минута», № 7, 7 декабря         | Португальская легенда на русский манер о жёнах артистов |
| 2 | Он и она      | 1882              | «Мирской толк», № 26, 23 июля    |                                                         |
| 3 | Два скандала  | 1882              | «Мирской толк», № 46, 16 декабря |                                                         |
| 4 | Барон         | 1882              | «Мирской толк», № 47, 20 декабря |                                                         |
| 5 | Месть         | 1882              | «Мирской толк», № 50, 31 декабря |                                                         |
| 6 | Трагик        | 1883              | «Осколки», № 41, 8 октября       |                                                         |